# MAS-49半自动步枪
MAS-49是法国的半自动军用步枪，在二战结束后用来替换在法军里服役的手動步枪（MAS-36、李-恩菲爾德No4、美国M1917和Kar98k等）。它是由聖艾蒂安武器工廠（全称为manufacture d'armes de Saint-Etienne，簡稱：MAS）设计制造。該槍在法国陆军内正式名稱为“M-1949 7.5毫米半自动步枪”。MAS-49式半自动步枪生产数量有限（仅20,600支），而更短、更轻的变种MAS-49/56则投入大规模生产（共制造275,240支），并配备所有法国军队。这两种步枪都可以装上可拆卸的狙击镜。後來，MAS-49/56在1978年结束生产，由5.56x45mm NATO口徑的FAMAS無托突击步枪取代。

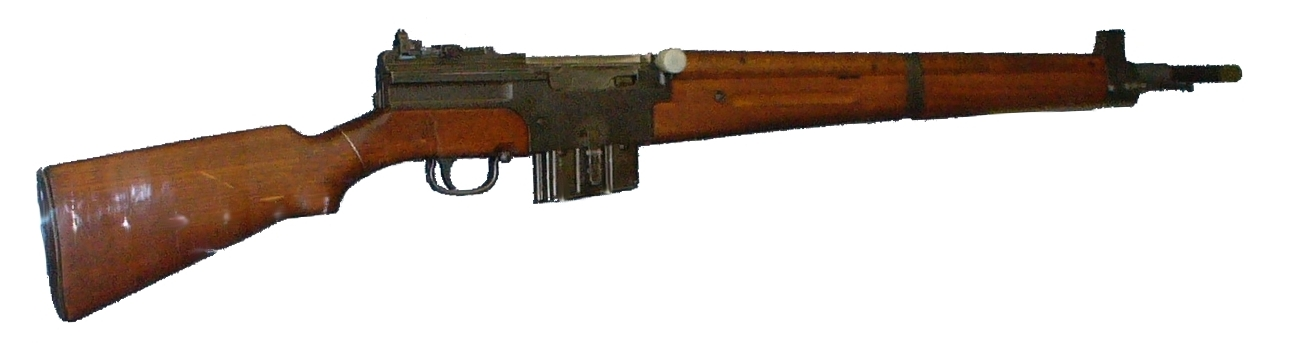
MAS-49

## 背景
MAS-49是在一系列漸進、独特的改进后诞生的，即在成功的基础上进行微小改进，非一蹴而就。法国的半自动步枪原型MAS-38/MAS-39和MAS-40于1940年3月少量投入试用，后又有MAS-44和变种44A、44B、44C。虽然在1945年1月下了50,000支MAS44步枪的訂單，但最终只有6,200支运往法国海军。MAS-49于1949年7月正式为法国军队装备。它在第一次印度支那战争和阿尔及利亚战争及苏伊士危机期间为法国军队大量使用。
直接導氣系统首先应用在1901年的6毫米半自动实验步枪（ENT B-5），此枪由罗西尼奥尔（Rossignol）为法国军队设计。直接的结果是MAS 7.5毫米自动步枪系列。MAS-39/MAS-38原型于1938年首次测试。四年后，在1942年，瑞典武装部队裝備了直接導氣式的半自动步枪：AG-42 Ljungman。此外，在1963年，美国军队所采納的M16步枪，也基于由尤金·斯通纳设计的直接導氣系统。不同于直接将压力指向枪机的M16（火藥氣會進入機匣），MAS-49在高壓氣作用于枪机后向外排放。MAS49使用倾斜式閉鎖的槍機，正如勃朗宁自动步枪（1918年）、实验型MAS-1928半自动步枪和俄罗斯SVT-38与SVT-40步枪一样。
同样容量的10发可拆卸弹匣能在MAS-44，MAS-49和MAS-49/56步枪之間通用。更早的MAS-40半自动步枪使用5发内置弹仓，一如MAS-36手动步枪。MAS-44，MAS-49/56和MAS-49都在机匣的左侧装有导轨以用于安装望远镜。安裝的步驟是将望远镜放在导轨上，再推动一个杠杆以鎖定，这样就能在很快的时间里安装M1953"APX L806 (SOM)望远瞄准镜。MAS-49和MAS49/56能在400米的距離上用机械瞄具对人大小的目标精確打擊，如果使用瞄准镜则能精确击中800米外的目标。
MAS系列的直接气动设计减少了枪机上的活动部件。大體只有6件：槍栓座，偏移枪机和其附属的抽壳器，退殼挺和击针，以及后座弹簧。只需几秒钟，就能拆卸及清洗整个枪机。MAS-49的可靠性极好，只不过抹布和机油就能清洗。这种步枪还能忍受极恶劣的环境（MAS步枪在阿尔及利亚、吉布提、印度支那和法属圭亚那服务的环境相當恶劣）。

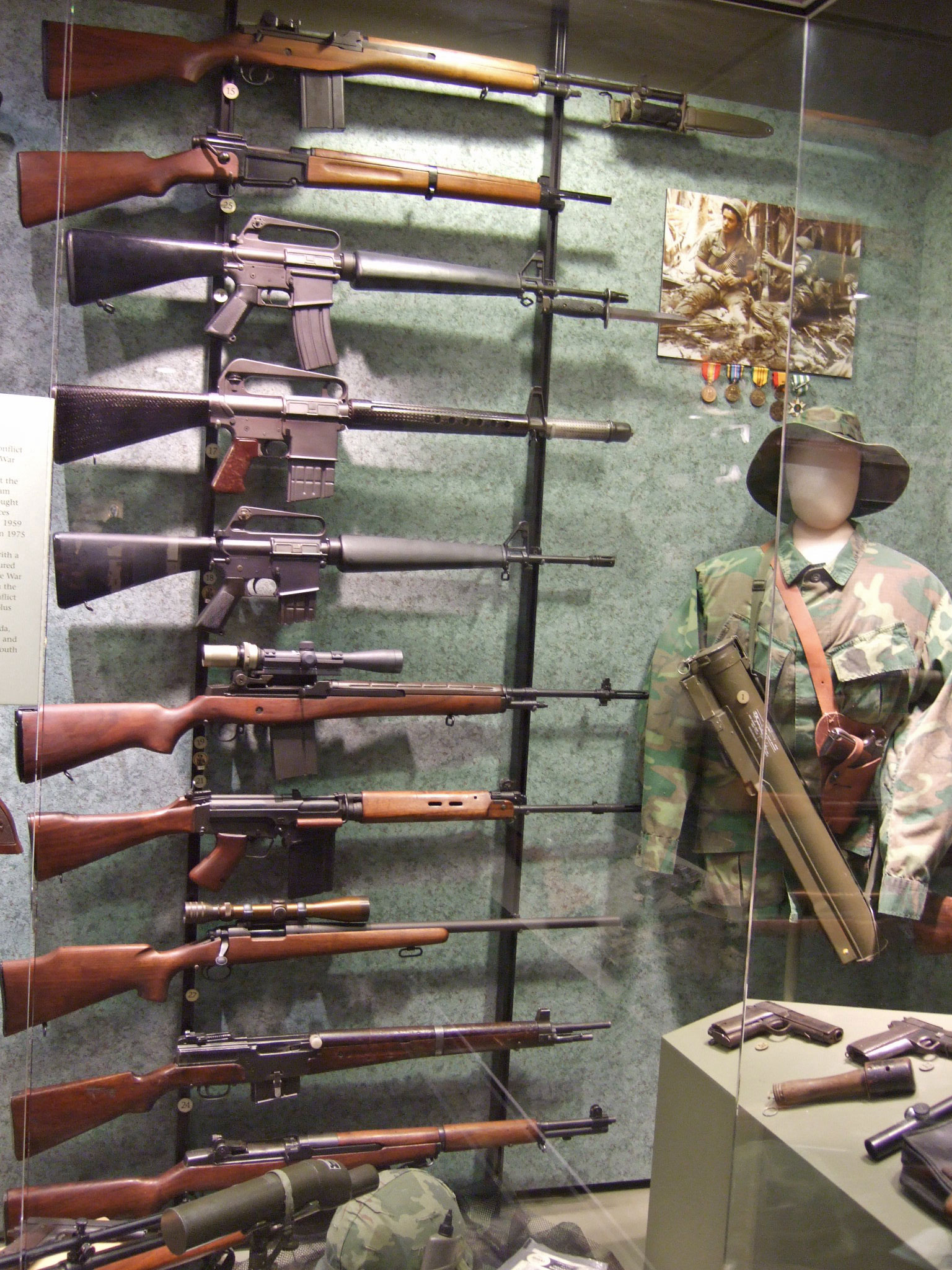
越南战争中的MAS-49（左下）

## 变种

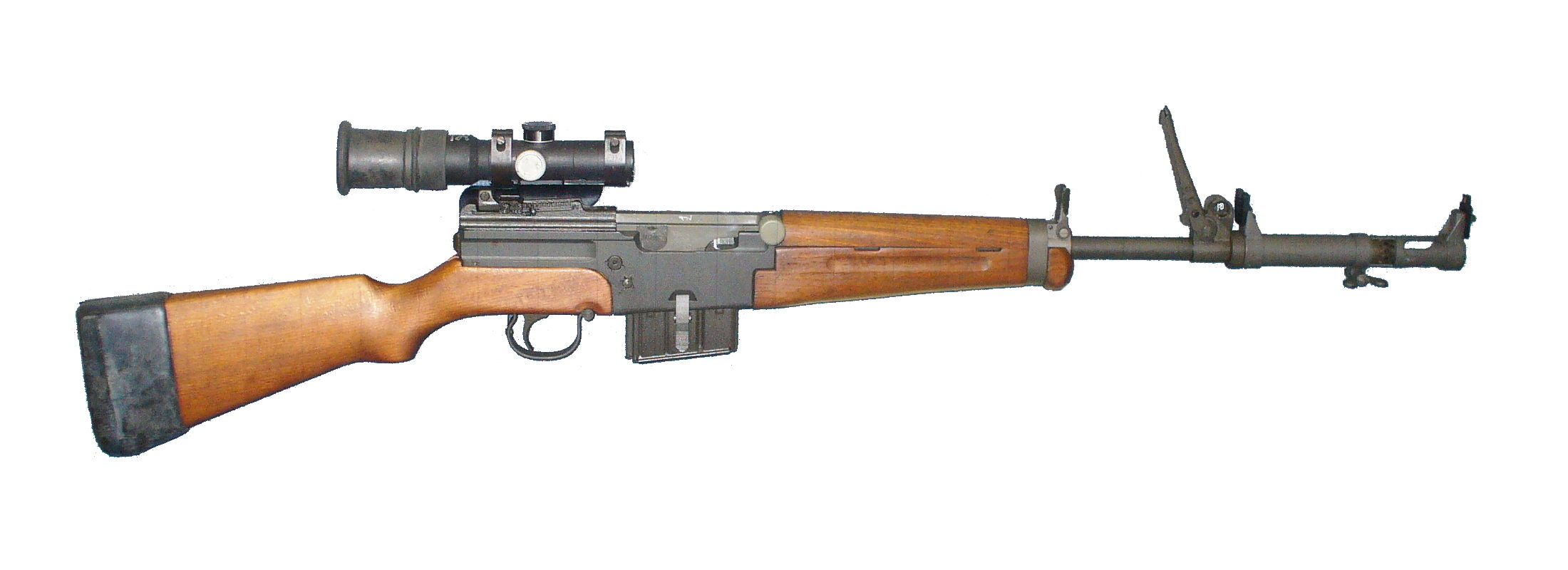
装在MAS-49/56上的瞄准镜及枪榴弹发射器

改进过的版本，称为MAS-49/56,在1957年制造。是根据在阿尔及利亚、印度支那和苏伊士危机服役的结果及经验而改进的。枪被缩短及减轻，是为了回应机械化的部队和空降部队對机动性的要求，并添加了刺刀座以安装刺刀。原本MAS-49内置的枪榴弹发射器被可拆卸的枪榴弹发射器／制退器组合取而代之，使用北约标准22毫米槍榴彈。法军曾经试验用两种7.62×51mm NATO的战斗步枪，MAS-54和FAMAS-62型、替换MAS-49，然而两种枪都只停留在实验型。最终，MAS-49/56在1990年退役。仅有20,600支MAS-49出廠，而相比之下MAS-49/56则被量产，在1957年至1978年之间总共生產275,240支。叙利亚产生的MAS-49步枪使用一种近似三棱刺的刺刀，也在MAS-36上使用过。
许多MAS-49/56步枪作为军剩品被出口到美国，他们被国际世纪武器公司（Century Arms International）改造成发射7.62×51mm NATO（美国本地口径）。但是据用户称，这些改膛枪的表现并不理想；因为做工粗糙以及实质性问题，枪机卡顿和走火非常常见。改膛枪管的缩短导致更改膛室后导气口更接近枪机，因此枪机要承受更高的压力，这导致枪机运动速度和后座力量过大，也是故障的原因之一。除了这些美国的改膛枪，大约250支MAS-49/56步枪被转换使用7.62 NATO并交予法国国家警察（Sûreté Nationale）使用。这些步枪的可靠性暂时不知，所以不能与美国改膛的可靠性相比。
商业版的7.5x54mm也在法国以外的国家制造。因为他们的底火更敏感，所以他们会导致MAS-49进行意外的撞发点射（一次击发2或3发子弹），英文称为Slam fire。原先的军用钢制重型击针可以替换为轻型商业型击针（McCann工厂生产），例如钛制击针，一般能停止这些武器的进行未预期点射的问题。将原本击针缩短约0.5mm之后，也属于停止这些未预期击发的一种方法。或者通过修改枪机以容纳击针弹簧来避免击针因为惯性击发。巧合的是，西蒙诺夫SKS步枪也具有自由浮动的击针，如果没有经常清理枪机，就容易走火。在击针所在的空间里，决不能残留機油（黃油）。换句话说：只要能保持西蒙诺夫SKS的击针清洁，使其能自由活动，就不容易走火。MAS-49和MAS-49/56步枪的经验显示相同的预防措施可以减轻撞发的问题。

## 使用國
- 阿尔及利亚[2]
- 法國[2]
- 黎巴嫩[4]
- 叙利亚[4]
- 多哥[5]
- 越南[6]

## 请参阅
- 早期法国半自动步枪M1917RSC半自动步枪
- 用于取代MAS-49的试验型步枪FAMAS Type 62
- 自动步枪的列表

## 引用
1. ↑  http://img362.imageshack.us/img362/2648/495635fp4.jpg
2. 1 2 3 4 5 6 7  Huon, Jean; Proud Promise—French Semiautomatic Rifles: 1898–1979, Collector Grade Publications, 1995. ISBN 0-88935-186-4.
3. ↑  Barnes, Frank C., Cartridges of the World, DBI Books Inc. (1989)
4. 1 2  .   [2017-06-28]. （原始内容存档于2016-08-20）.
5. ↑  Peter Abbott. . 1986: 10. ISBN 0850457289.
6. ↑  Unwin, Charles C.; Vanessa U., Mike R. (编).  2nd. Kent: Grange Books. 2002. ISBN 1-84013-476-3.

- 巴恩斯，弗兰克 C.，世界的墨盒，DBI 书 Inc.(1989 年)。
- 休恩，让 · ；自豪的承诺 — — 法国半自动来复枪: 1898-1979，收集器级刊物、 1995年。国际标准书号 0-88935-186-4。
- 史密斯，W.H.B.；小武器的世界 (1967)
- 瓦尔特、 约翰 ；世界上第三版型步枪 (2006)